# Tótskoye
Tótskoye (del ruso: То́цкое) es un selo, centro del pueblo del área Totski del óblast de Oremburgo en Rusia. Está situado a 200 km al noroeste de Oremburgo en el margen izquierdo del río Samara, cerca de la confluencia de su pequeño río Soroka. En 2006 el pueblo celebró su aniversario 270.

## Historia
Tótskoye es uno de los primeros asentamientos en la región de Oremburgo. Fue fundada como una fortaleza del jefe de la primera expedición de Oremburgo, Iván Kirillovich Kirilov, en agosto de 1736 por el decreto de la Emperatriz Ana Ivanovna.
En 1773, las tropas de reserva se unieron a Pugachov.
El 17 de septiembre de 1833 Aleksandr Pushkin visitó el pueblo, cuando reunía material para la novela La hija del capitán. La fortaleza de Totski ee mencionada en el texto de Pushkin, La Historia de Pugachev y la pieza de archivo sobre él.
El escritor checo Jaroslav Hasek vivió allí entre 1914 y 1917.
El 23 de septiembre de 1919 el pueblo fue visitado por M. I. Kalinin durante la agitación de los trenes en la Revolución de Octubre.
Durante la Segunda Guerra Mundial fue un campo de prisioneros para prisioneros polacos. Entre septiembre de 1941 y enero de 1942 fue la región de formación de la 6 División de Infantería del Ejército Polaco en la URSS, cuyo comandante era el general Władysław Anders. Allí existe un monumento a los soldados polacos.
El 14 de septiembre de 1954 en el Polígono de Totski a 13 km al norte de la aldea por primera vez en la URSS se llevaron a cabo ejercicios militares con uso de armas nucleares (Operación Snezhok).
El pueblo de Tótskoye es la guarnición de la 27 ª Guards Motor Rifle Division, 2 º Ejército, Distrito militar Volga-Ural, que fue trasladado desde la antigua República Democrática Alemana en 1990-93. A diferencia de muchas otras formaciones de las Fuerzas Terrestres de Rusia, la división parece estar casi con toda su fuerza, lo que podría añadir unos 10.000 efectivos a la población de la zona.

## Demografía
| Gráfica de evolución de Tótskoye entre 1959 y 2010 |
|                                                    |

## Transporte
- Tren: La estación está en la línea de Totski Orenburgo - Samara, a 196 km de distancia de Orenburgo.
- Caminos: Autopista Orenburgo - Samara, a 202 km de distancia a Orenburgo.
- Cerca del pueblo se encuentra la Base aérea de Tótskoye.

## Economía
En el pueblo hay empresas "Ingeniero Mecánica de Totski", lácteos, panadería, imprenta, silvicultura entre otras.